# Свангильда
Свангильда (Сванагильда; нем. Swanhild, Swanahild; умерла после 741) — вторая супруга или конкубина майордома Франкского государства Карла Мартелла.

## Биография
Сванагильда принадлежала к династии Агилольфингов, представители которой в VI—VIII веках правили Баварским герцогством. Её тётей была Пилитруда, жена герцога Гримоальда II, а дядей — герцог Одилон. Более точные родственные связи Свангильды до сих пор не установлены. По одним предположениям Свангильда — внучка баварского герцога Теодона II, по другим — близкая родственница Плектруды, супруги Пипина Геристальского, по третьим — дочь баварского герцога Тассилона II и алеманнки Иммы.
В 725 году майордом франков Карл Мартелл совершил поход в Баварию. Его целью было возведение на герцогский престол Хугберта, права которого оспаривал его дядя Гримоальд II. Поход завершился полным успехом: франкское войско нанесло поражение войску Гримоальда в сражении не берегу Дуная, после чего новым властителем Баварии был провозглашён Хугберт. Гримоальд II погиб в борьбе с франками в том же или в 728 году. Среди знатных пленных, захваченных франками, были вдова погибшего герцога Пилитруда и её племянница Свангильда. Обе они по приказу Карла Мартелла были увезены во Франкию.
После того как позднее в 725 году скончалась его супруга Ротруда, Карл Мартелл взял Свангильду в жёны. Предполагается, что новым браком майордом хотел ещё больше укрепить своё влияние на Агилольфингов. Вероятно, впоследствии он намеревался присоединить Баварское герцогство к Франкскому государству.
Неизвестно точно, какой социальный статус при жизни Карла Мартелла имела Свангильда. Ряд современных историков, опираясь на свидетельства франкских анналов каролингского времени (например, на «Ранние Мецские анналы»), считают Свангильду конкубиной. Другие же историки считают Свангильду законной супругой франкского майордома. В качестве одного из подтверждений этого мнения приводится упоминание королевского титула Свангильды — «Suanahil regina» — в «Книге побратимов» монастыря Райхенау. Хотя Свангильда и не была королевой, подобный титул должен свидетельствовать о её очень высоком положении во франкском обществе первой половины VIII века. Также на особый статус Свангильды указывает и то, что Грифон, её сын от Карла Мартелла, получил право на часть наследства своего отца, которого были лишены сыновья майордома от конкубин (Иероним, Бернар и Ремигий).
Зависимость правителей Баварии от воли майордома франков ещё больше возросла, когда в 736 году с соизволения Карла Мартелла новым герцогом стал Одилон. Вероятно, это произошло не без стараний Свангильды. В дальнейшем Свангильда также продолжала оказывать поддержку Одилону, склоняя Карла Мартелла к добрососедским отношениям с баварским правителем. Предполагается, что Свангильда способствовала нормализации отношений Карла Мартелла и с другим её родственником, герцогом Алеманнии Теудебальдом.
Вероятно, в последние годы жизни Карл Мартелл находился под большим влиянием Свангильды. Современные историки даже рассматривают возможность существования при дворе майордома «баварской группы», которую составляли близкие к Свангильде люди, действовавшие в интересах Агилольфингов. Сама же Свангильда всеми способами старалась убедить своего мужа в необходимости обеспечить владениями их сына Грифона. В результате тот не позднее весны 737 года получил от отца в управление значительные земельные владения. Под властью Грифона оказалась часть земель Нейстрии, Австразии и Бургундии, ранее обещанная майордомом своим старшим сыновьям Пипину Короткому и Карломану. Всё это было сделано Карлом без совета со своими приближёнными. Право Грифона на владение этими областями было подтверждено и в последней воле Карла Мартелла, зафиксированной в хартии, данной 17 сентября 741 года майордомом аббатству Сен-Дени. Возможно, что в то время Карл Мартелл рассматривал Грифона в качестве своего возможного наследника.
Свангильда сыграла значительную роль в заключении брака между герцогом Одилоном и её падчерицей Хильтрудой, дочерью Карла Мартелла от первого брака. Обстоятельства, приведшие к созданию этого брачного союза, ещё во времена императора Людовика I Благочестивого расценивались как «скандальные». По свидетельству франкских источников, в 740—741 году Одилон, бежавший от мятежа в собственном герцогстве, жил при дворе майордома франков. Здесь он влюбился в Хильтруду, и та ответила ему взаимностью. Плодом их тайной связи стал сын Тассилон, родившийся уже после того, как Одилон возвратился в Баварию. После же смерти Карла Мартелла, по совету Свангильды и к огромному неудовольствию братьев Пипина и Карломана, Хильтруда бежала в Баварию, где и вступила в законный брак с Одилоном. Вероятно, способствуя браку дяди и падчерицы, Свангильда надеялась в дальнейшем получить помощь герцога Баварии в борьбе за право своего сына Грифона унаследовать владения и должность Карла Мартелла.
Карл Мартелл скончался в октябре 741 года, оставив власть над Франкским государством своим трём сыновьям, Пипину, Карломану и Грифону, которые должны были совместно управлять королевством. Однако на встрече в Веюкс-Пуатье два старших сына Карла договорились отстранить Грифона от власти. По свидетельству «Петавианских» и «Алеманнских анналов», выступив с войском против Грифона и его матери, Пипин и Карломан осадили их в Лане. Видя бесперспективность сопротивления превосходящим силам, Грифон просил у единокровных братьев мира. Те обещали Грифону свободу, если тот сложит оружие, но затем в Шевремоне (вблизи Льежа) взяли его под стражу и заключили в один из франкских монастырей. Тогда же и Свангильда своими пасынками была сослана в Шелльское аббатство. По одним данным, в нём она содержалась на положении пленницы, по другим — стала аббатисой этой обители. Сведения о дальнейшей судьбе Свангильды в исторических источниках отсутствуют.